# Liste der portugiesischen Botschafter in Aserbaidschan
Die Liste der portugiesischen Botschafter in Aserbaidschan listet die Botschafter Portugals in Aserbaidschan auf. Die beiden Staaten unterhalten seit 1992 diplomatische Beziehungen.
Eine eigene Botschaft eröffnete Portugal dort nicht, Aserbaidschan gehört seither zum Amtsbezirk des Portugiesischen Botschafters in der Türkei.
In der aserbaidschanischen Hauptstadt Baku ist eine portugiesische Vertretung angedacht, Jorge Gabriel Silva da Fonseca ist als Übergangs-Geschäftsträger seit dem 1. Juni 2017 dort im Dienst, jedoch ist die Botschaft noch nicht eröffnet (Stand 2019). Daneben besteht schon länger ein portugiesisches Honorarkonsulat in Baku.

## Missionschefs
| Name                                                | Bild          | Amtszeit            | Anmerkungen                                  |
| Aserbaidschan                                       | Aserbaidschan | Aserbaidschan       | Aserbaidschan                                |
| --------------------------------------------------- | ------------- | ------------------- | -------------------------------------------- |
| Francisco Pessanha de Quevedo Crespo                |               | ab 1992             | Botschafter mit Amtssitz Ankara              |
| Duarte Vaz Pinto da Fonseca de Sá Pereira de Castro |               | ab 1994             | Botschafter mit Amtssitz Ankara              |
| José Guilherme de Mendonça Stichini Vilela          |               | ab 1997             | Botschafter mit Amtssitz Ankara              |
| António Raul Freitas Monteiro Portugal              |               | ab 2001             | Botschafter mit Amtssitz Ankara              |
| Jorge Alberto Nogueira de Lemos Godinho             |               | ab 2004             | Botschafter mit Amtssitz Ankara              |
| José Manuel de Carvalho Lameiras                    |               | ab 2006             | Botschafter mit Amtssitz Ankara              |
| Luísa Margarida de Carvalho Bastos de Almeida       |               | ab 2010             | Botschafterin mit Amtssitz Ankara            |
| Jorge Tito de Vasconcelos Nogueira Dias Cabral      |               | ab 2012             | Botschafter mit Amtssitz Ankara              |
| Maria Paula Vieira Ferreira Leal da Silva           |               | seit 2016           | Botschafterin mit Amtssitz Ankara            |
| (Jorge Gabriel Silva da Fonseca)                    |               | (seit 1. Juni 2017) | (Übergangs-Geschäftsträger am Amtssitz Baku) |